# نهر غارا
نهر جارا (بالإنجليزية: Gara River)‏ هو نهر يقع في ولاية نيوساوث ويلز، أستراليا